# Bojan Pisk
Bojan Pisk, slovenski pesnik, knjižničar in urednik, * 27. marec 1933, Ljubljana,  † 10. februar 2008, Golnik. .

## Življenje in delo
Pisk je osnovno šolo obiskoval v Škofji Loki, gimnazijo v Kranju, študij slavistike pa je opravil v Ljubljani. Leta 1961 se je zaposlil v kranjski Osrednji knjižnici, v kateri je delal vse do upokojitve leta 1996 in bil dolga leta tudi njen vodja. 
Leta 1950 je v prvomajski številki pri 17. letih v Gorenjskem Glasu objavil svojo prvo pesem Tam v dalji, tri leta kasneje pa je več pesmi objavil v gimnazijskem zborniku Plamenica. Kasneje je svojo poezijo, ki odseva sopotništvo slovenskega intimizma iz 50. let 20. stol., objavljal v mnogih slovenskih osrednjih literarnih revijah, ter sodeloval na literarnih večerih doma in v tujini. Pisal je tako za odrasle, kot za otroke in tudi obiskoval osnovne šole v Tržiču, Škofji Loki in Ljubljani, kjer je učencem bral svojo poezijo. Vključen je bil tudi v dve literarno-likovni razstavi, in sicer z Markom Aljančičem v Prešernovi hiši v Kranju (Rekviem za hišo) in z Alenko Kham-Pičman v Kranju, v Bayreuthu in Parizu (Skrivna gaz). . Pisal je tudi krajše članke in uganke, ki jih je objavljal v Rodni grudi in Cicibanu. 
Aktiven je bil tudi na kulturnem področju, saj je bil med organizatorji tradicionalnega Srečanja slovenskih pesnikov v Kranju, v splošni oddelek Osrednje knjižnice Kranj pa je na srečanja povabil veliko slovenskih literarnih ustvarjalcev. Med leti 1967 in 1972 je deloval kot odgovorni urednik kulturne priloge Snovanja pri Gorenjskem glasu, bil pa je tudi urednik literarnega zbornika Plamenica. .